# Fort Monte Zaro
Fort Zaro bila je utvrdna kula koja se nalazila na pulskom brežuljku Monte Zaro. Bila je polukružnog oblika, a izgrađena je 1857. godine. Srušena ja 1869. zbog izgradnje Hidrografskog instituta, a na njenom se mjestu danas nalazi dječji vrtić.

## Više informacija
- Pulske fortifikacije
- Nacionalna udruga za fortifikacije Pula
- Povijest Pule
- Pula